# 1962 în informatică
- 1961 în informatică — 1962 în informatică — 1963 în informatică

1962 în informatică a însemnat o serie de evenimente noi notabile:

## Evenimente

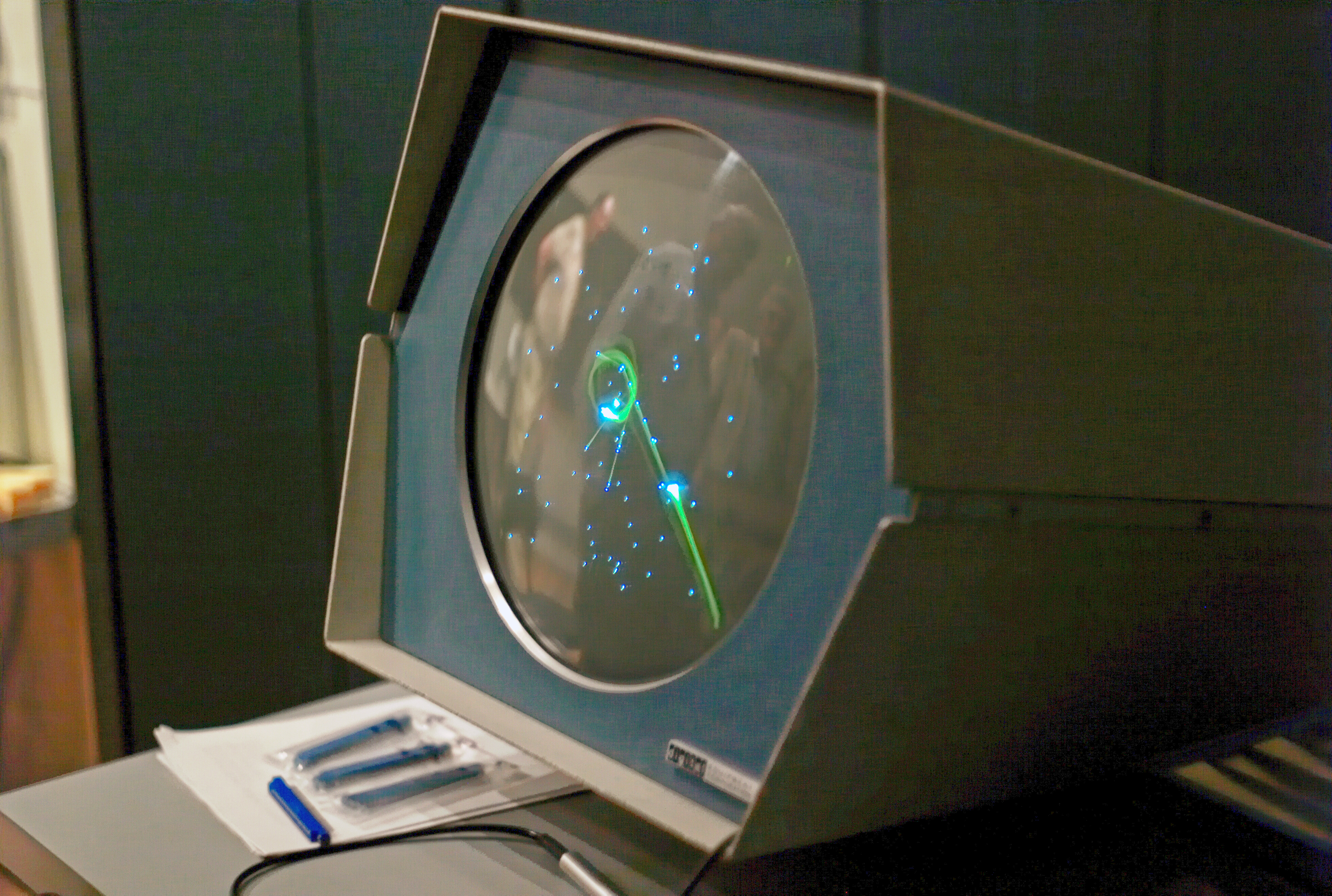
Spacewar!

- februarie: Spacewar!, este unul dintre primele jocuri pentru calculator care rula pe DEC PDP-1

- 11 octombrie: compania IBM produce IBM 1440[1] (mainframe)